# Pull Me Through
Pull Me Through è un singolo del gruppo musicale britannico Royal Blood, pubblicato il 13 luglio 2023 come secondo estratto dal quarto album in studio Back to the Water Below.

## Descrizione
Il brano risulta maggiormente guidato dal pianoforte e appoggiato sulle melodie vocali, ponendo in secondo piano i riff di basso: ciò è dovuto alla volontà del duo di avere qualcosa di diverso per il proprio repertorio da eseguire dal vivo, come spiegato dal frontman Mike Kerr, che ha inoltre aggiunto che anche il testo possiede una tematica differente, in quanto riguarda il rinunciare a perseverare da soli e trovare la forza nel chiedere aiuto.

## Video musicale
Il video, diretto da Polocho per la Say Goodnight Films, è stato reso disponibile in concomitanza con il lancio del singolo attraverso il canale YouTube del gruppo.

## Tracce
Testi di Mike Kerr, musiche dei Royal Blood.
1. Pull Me Through – 3:08

## Formazione
Hanno partecipato alle registrazioni, secondo le note di copertina di Back to the Water Below:
Gruppo
- Mike Kerr – basso, voce, cori, pianoforte
- Ben Thatcher – batteria, percussioni

Produzione
- Royal Blood – produzione
- Pete Hutchings – registrazione
- Liam Hebb – assistenza alla registrazione
- Spike Stent – missaggio
- Matt Wolach – assistenza al missaggio
- Matt Colton – mastering

## Classifiche
| Classifica (2023)             | Posizione massima |
| ----------------------------- | ----------------- |
| Stati Uniti (alternative)     | 15                |
| Stati Uniti (mainstream rock) | 26                |